# Eywiller
 Eywiller (en alsacià Eiwiller) és un municipi francès, situat a la regió del Gran Est, al departament del Baix Rin. L'any 2004 tenia 267 habitants.
Forma part del cantó d'Ingwiller, del districte de Saverne i de la Comunitat de comunes de l'Alsace Bossue.

## Demografia
| 1962 | 1968 | 1975 | 1982 | 1990 | 1999 |
| ---- | ---- | ---- | ---- | ---- | ---- |
| 330  | 341  | 352  | 311  | 259  | 239  |

## Administració
| Període | Identitat       | Partit |
| ------- | --------------- | ------ |
| 2001-   | François Leibel |        |